# 주소 (동오)
주소(周邵, ? ~ 230년)는 중국 삼국시대 오나라의 무장이다. 주태의 아들이다.

## 생애
기도위(騎都尉)가 되어 아버지의 병사를 이어받았고, 황무 2년(223년) 조인의 유수구 공격에 맞서 공을 세웠으며, 조휴를 무찔러 비장군까지 승진했다. 황룡 2년(230년)에 죽어, 아우 주승이 습작했다.